# Tilburg (stacja kolejowa)
Tilburg – stacja kolejowa w Tilburgu, w prowincji Brabancja Północna, w Holandii. Stacja została otwarta w 1863.